# Daphne arbuscula
Daphne arbuscula är en tibastväxtart som beskrevs av Celak.. Daphne arbuscula ingår i släktet tibaster, och familjen tibastväxter. Inga underarter finns listade i Catalogue of Life.

## Bildgalleri

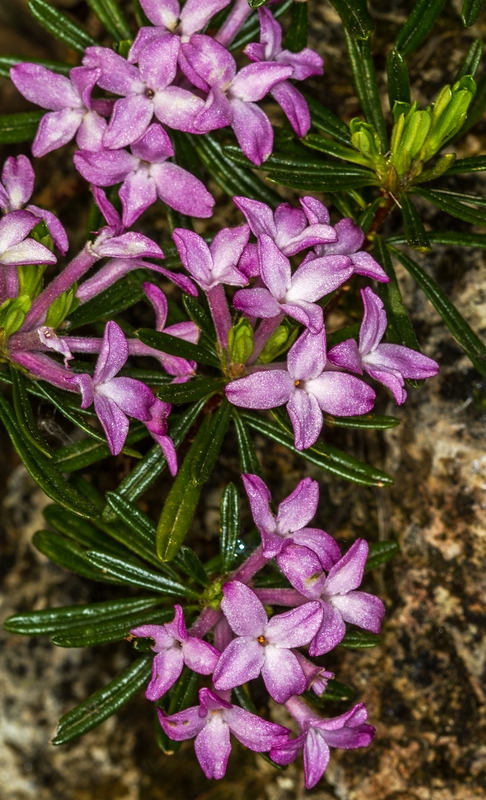
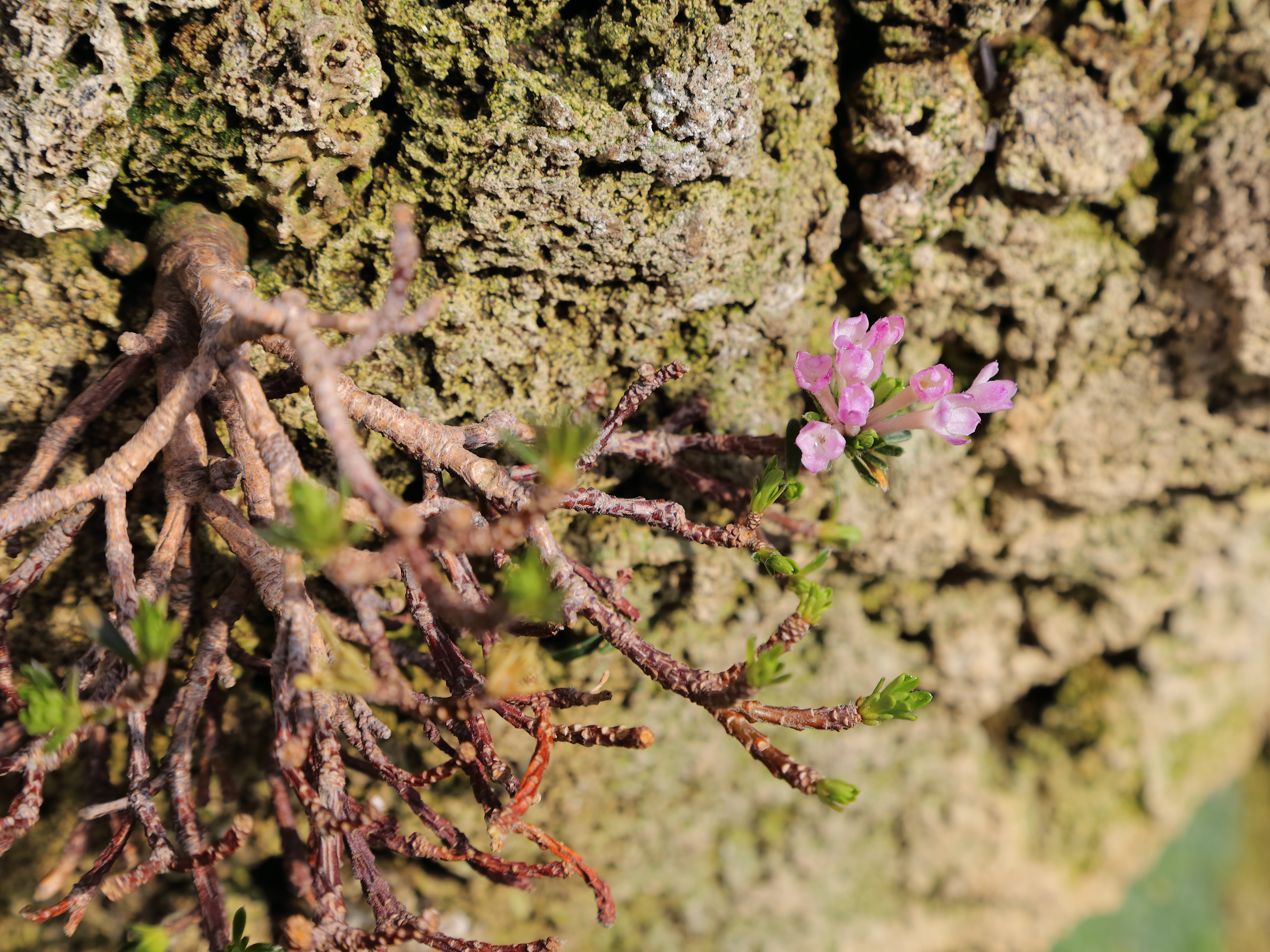
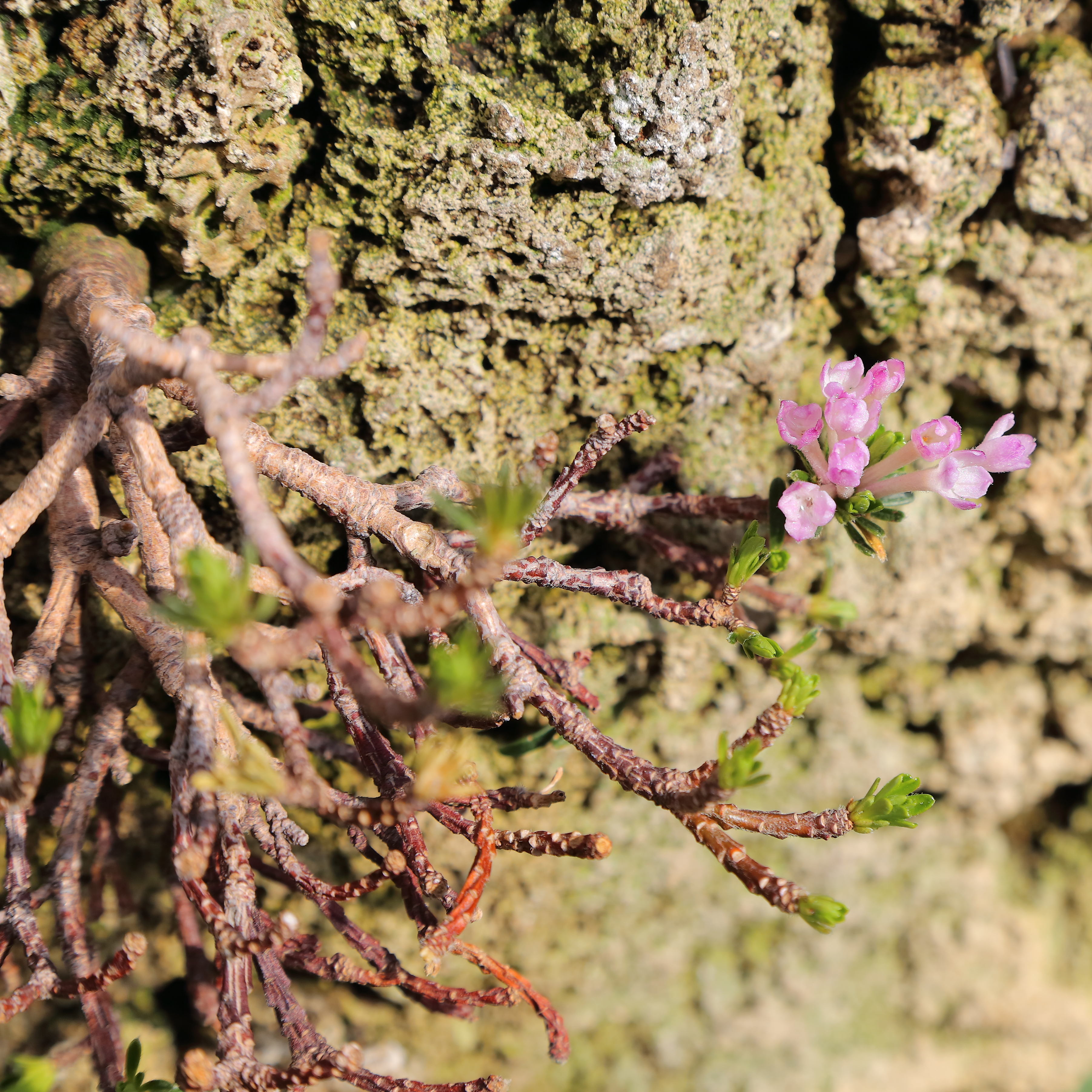